# Ficus capreifolia
Ficus capreifolia är en mullbärsväxtart som beskrevs av Del.. Ficus capreifolia ingår i släktet fikonsläktet, och familjen mullbärsväxter. Inga underarter finns listade i Catalogue of Life.

## Bildgalleri

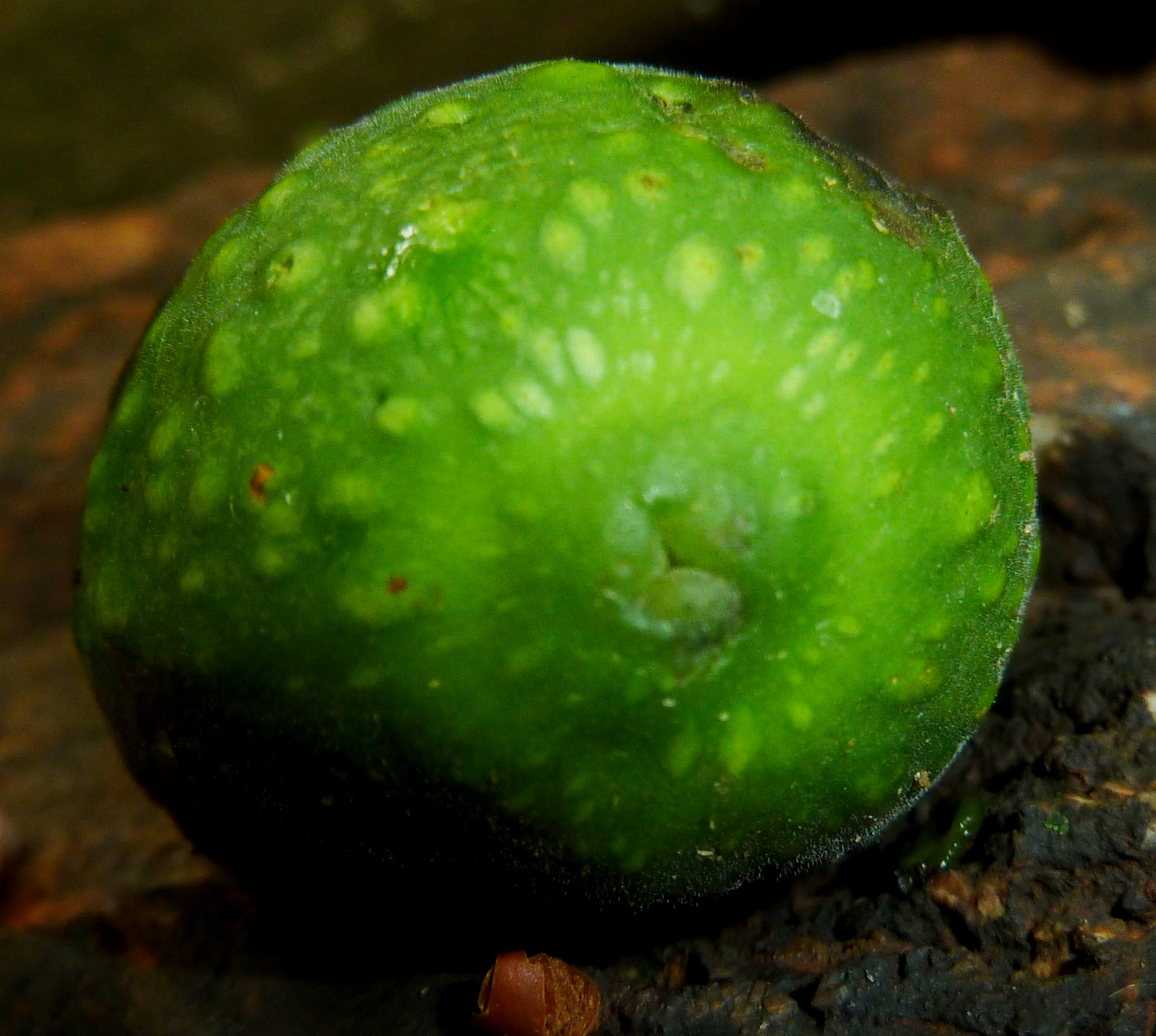
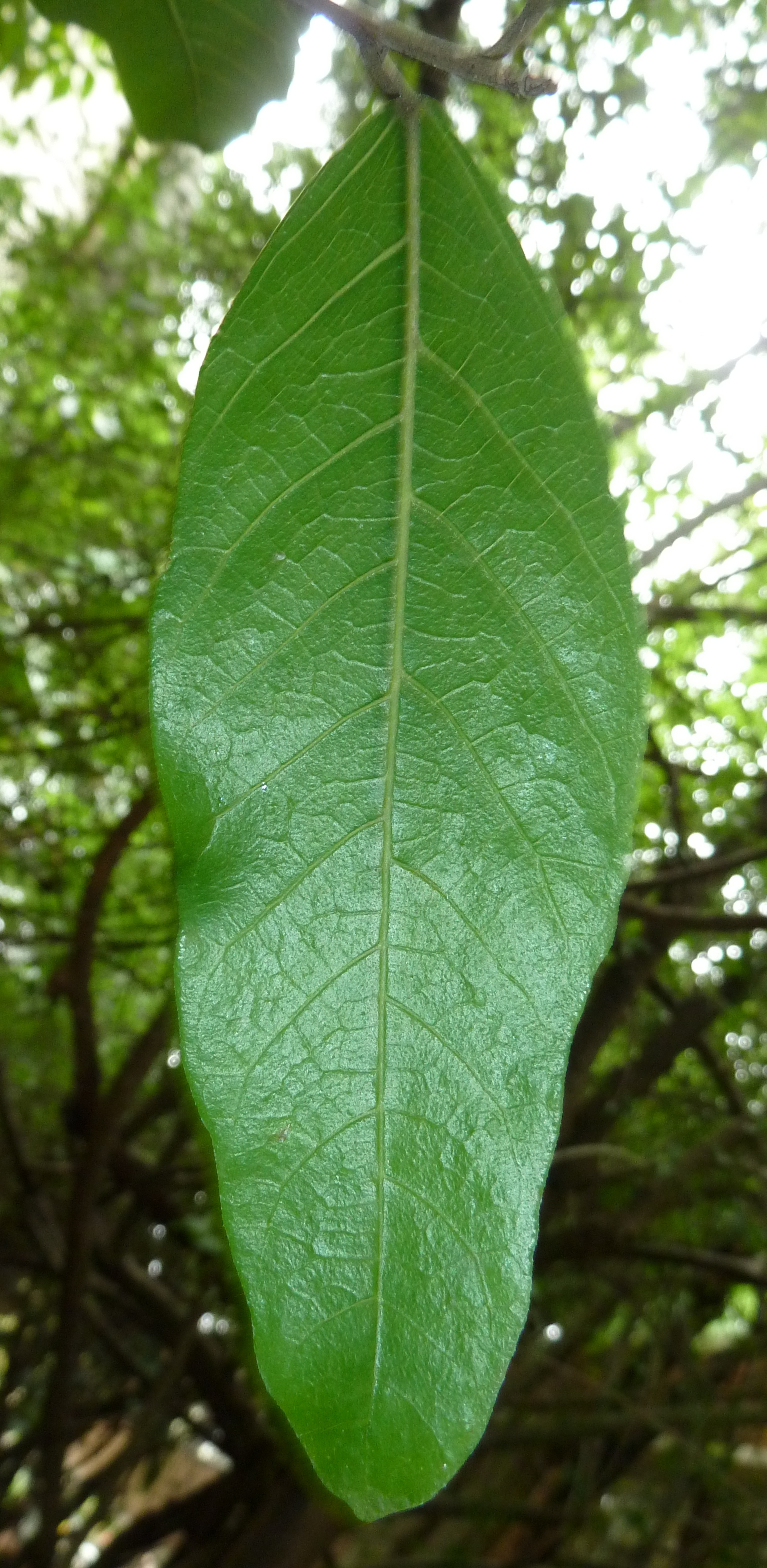
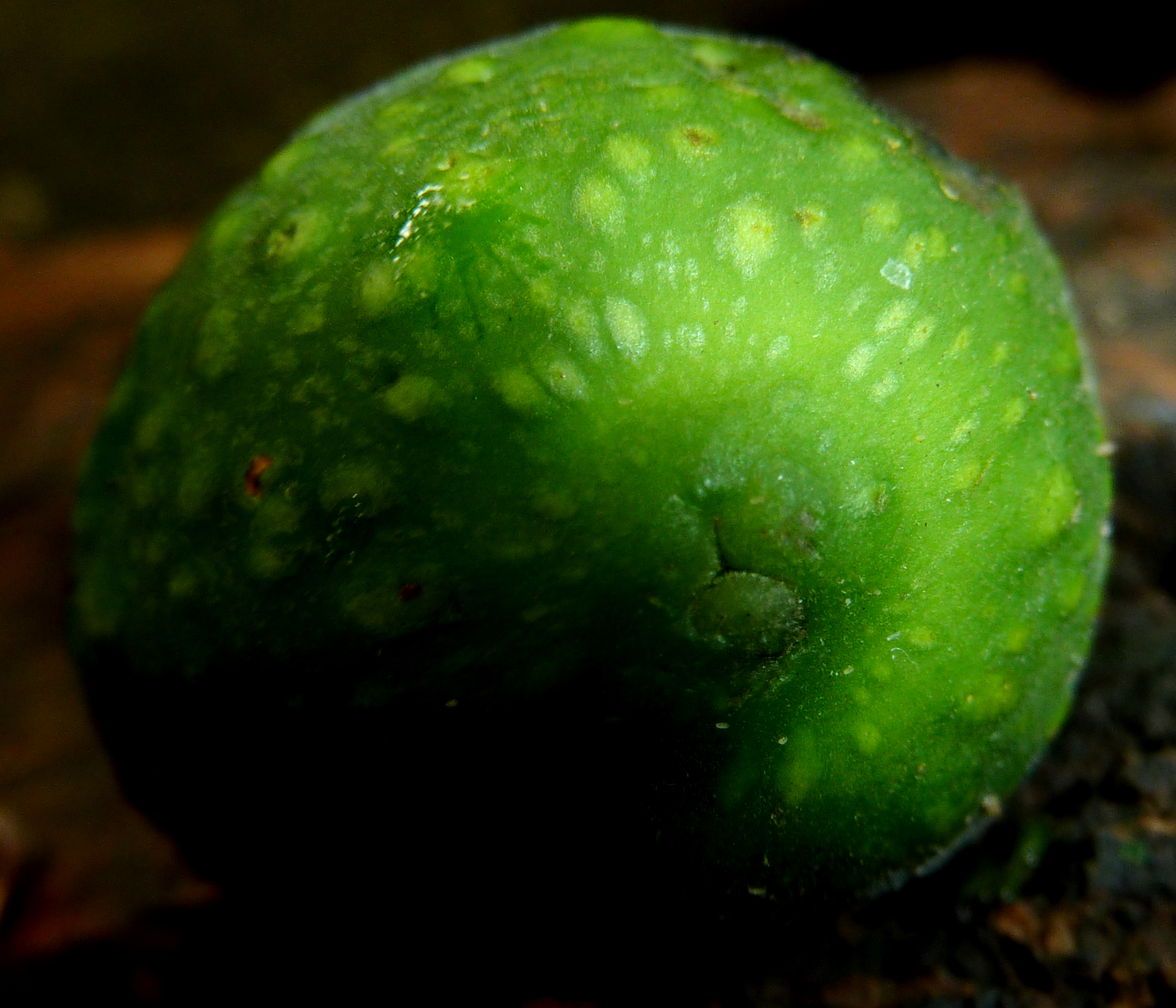